# Jean Schultheis
Pour les articles homonymes, voir Schultheis.
Jean Schultheis, né le 27 octobre 1943 à Casablanca (Maroc), est un auteur-compositeur-interprète français.
Il est notamment célèbre pour son tube Confidence pour confidence, sorti en 1981.

## Biographie
Il débute l’étude du piano à cinq ans, entre au Conservatoire de Paris à quatorze ans, et obtient en deux ans sa première médaille en solfège spécialisé. Il décroche un premier prix après être entré en harmonie et contrepoint avec pour maître Henri Challan et sera nommé à l’unanimité premier prix de percussion en 1963. Dès 1967, il joue de la batterie et des percussions sur les disques de Hugues Aufray.
Sa carrière débute dans les années 1970, avec la comédie musicale la Révolution française, de Claude-Michel Schönberg et Raymond Jeannot, où il incarne l'accusateur public Fouquier-Tinville. Il devient musicien de Michel Jonasz et Maxime Le Forestier, pour qui il joue de la batterie et du piano. En 1976, il est batteur sur l'album Hamlet de Johnny Hallyday. Il fait l'ensemble des chœurs de la chanson L'Ami Caouette de Serge Gainsbourg, qui est un tube modéré de l'été 1975.
En 1978 sort son premier album, Spectacles, avec des textes sombres qui font la personnalité du chanteur. Mais c'est dans les années 1980 que tout va changer.
En 1979, il compose avec Pierre Bachelet la bande originale du film Coup de tête.
Révélé en 1981, il va connaître le succès comme chanteur avec la chanson Confidence pour confidence, qui utilise un procédé de construction particulier du texte (une anadiplose), chaque demi-vers commençant par la même syllabe que la fin du demi-vers précédent, ce qui y crée une cadence inhabituelle. Le single se classe troisième du hit-parade.
Il enchaîne avec son deuxième album, Abracadabra, dont est extrait Confidence pour confidence, mais aussi Je largue tout, suivi d'un troisième album, Grandir et d'un quatrième, Portrait robot et les singles Je te cherche sans me trouver, Bébé Bop sortent. Parallèlement à sa carrière de chanteur, il est également auteur-compositeur et a produit le premier album de Julie Pietri, avec la collaboration de Jean-Marie Moreau, et produit certains titres de Philippe Cataldo, notamment le tube Les Divas du dancing, en 1986. Jean Schultheis compose aussi pour la télévision, notamment des génériques d'émissions télévisées, comme la chanson Pour être un coco boy, de l'émission Coco-boy, ainsi que Playmate inspirée du titre Bébé Bop.
En 1987, le single Va te faire voir est un autre succès. Il faut attendre 1991 avant qu'il ne sorte son cinquième et dernier album, J'ai pris mon temps.
Après une carrière sous les projecteurs, Jean Schultheis reste dans le monde de la musique en collaborant avec divers artistes en tant que pianiste aux côtés de Michel Sardou, Michel Berger, Alain Manaranche, Serge Lama ou encore Julien Clerc. En 1991, il signe un titre sur l'album Ça ne change pas un homme de Johnny Hallyday.
En 2003, Jean Schultheis devient professeur de musique dans la troisième saison de l'émission Star Academy, succédant à Clara Ponty. Son fils Olivier Schultheis est également musicien et compose pour plusieurs artistes de la nouvelle génération de la chanson française.
Il s'est présenté sans succès aux élections législatives françaises de 2007 dans la première circonscription du Vaucluse sous l'étiquette Génération écologie, il obtient 340 voix, soit 0,81 % des votants.
En 2007 et 2008, il participe à la tournée RFM Party 80, un spectacle musical qui rassemble des chanteurs des années 1980 ayant été en tête du Top 50. En 2012, il fait partie de la Summer Party 80.
Le film Stars 80, produit par Thomas Langmann et sorti en 2012, raconte de manière humoristique l’aventure de la tournée à succès RFM Party 80 qui a réuni plus d’un million de spectateurs. Il y joue son propre rôle.

### Vie privée
Il a deux fils : Olivier, qui est également musicien, et Julien.

## Discographie

### Singles
- Ma main / Quand je chante en yaourt (1978)
- Romance en fa dièse / À la cigogne amoureuse (1979)
- Confidence pour confidence / App'lez la police (1981)  France : 3e[5]
- Je largue tout / T'es ma baby (1982)  France : 57e[5]
- Je te cherche sans me trouver / Bébé Bop (1982)   France : 49e[5]
- Pour être un co-co boy / Playmate (1982)
- Tequila Bar / Aventure (1984)
- R’garde un peu comme tu marches / Coucou nana (1985)
- Va te faire voir (chez les Grecs) / Va te faire voir (instrumental) (1987)
- Météo / Fort, fort, fort (1989)